# منسینگه‌ویر
منسینگه‌ویر (به هلندی: Mensingeweer) یک منطقهٔ مسکونی در هلند است که در ده‌مارنه واقع شده‌است. منسینگه‌ویر ۱۹۲ نفر جمعیت دارد.